# Площа Бісмарка (Гайдельберг)

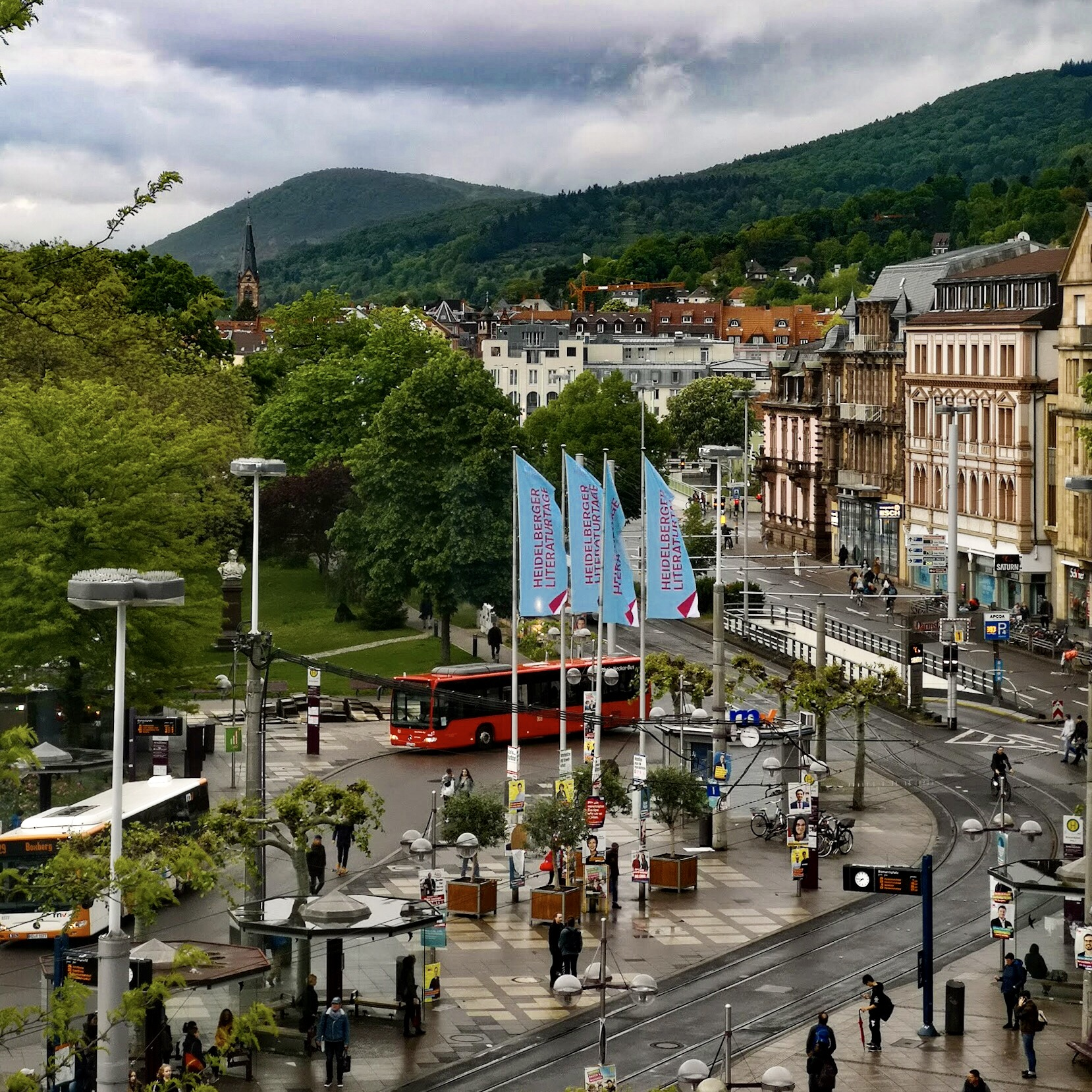
Прапори на площі Бісмарка, Гайдельберзькі дні літератури 2019

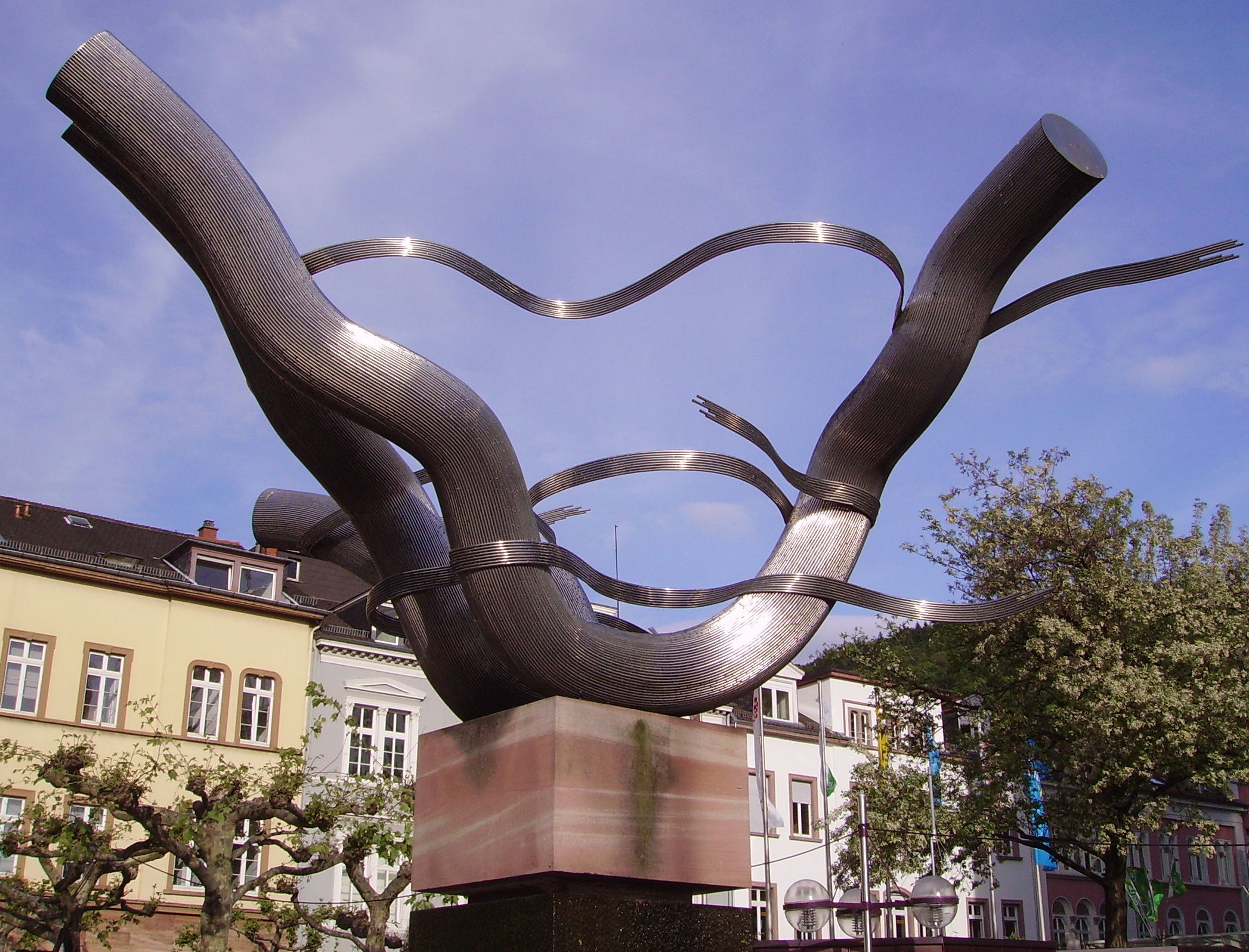
Так звана «колона спагеті» (Spaghettisäule)

Площа Бісмарка або Бісмаркплац (нім. Bismarckplatz) — одна з центральних площ в Гайдельберзі. Розташована на межі районів Старого міста і Берггайму, тут закінчується Гауптштрасе, а міст Теодора Гойса веде через Некар в район Ноєнгайм. На рівні з площею Вілі Брандта перед залізничним вокзалом, площа Бісмарка є одним з двох головних вузлів громадського транспорту в Гайдельберзі.

## Історія
Територія теперішньої площі Бісмаркплац утворювала західний кордон міських укріплень з 1392 року, коли жителі сусіднього села Берггайм були змушені переселитися до новозбудованого передмістя. На початку XIX століття на південь від площі розташовувався міський ботанічний сад (нинішній міський сад, до 1845 року кладовище Святої Анни).
З 1847 по 1874 рік на теперішній центральній зеленій зоні площі (сад зі статуєю Бісмарка) існувала портова гавань з причалами. Оренда причалів була в той час важливим джерелом доходу для міста. Однак порт був погано сконструйований: доступ до Неккара був занадто вузьким, вода в гавані не обмінювалася з рікою і зацвітала. Крім того, з 1845 року зростав залізничний рух. Тому в 1874 році гавань засипали і на її місці збудували парк.
Вся ця територія майно отримано 3 листопада 1875 року отримала назву площа Бісмарка — на честь канцлера Отто фон Бісмарка та його 60-річчя. Сам Бісмарк часто бував у Гайдельберзі. З часом площа перетворилася на найважливішу транспортну розв'язку міста.

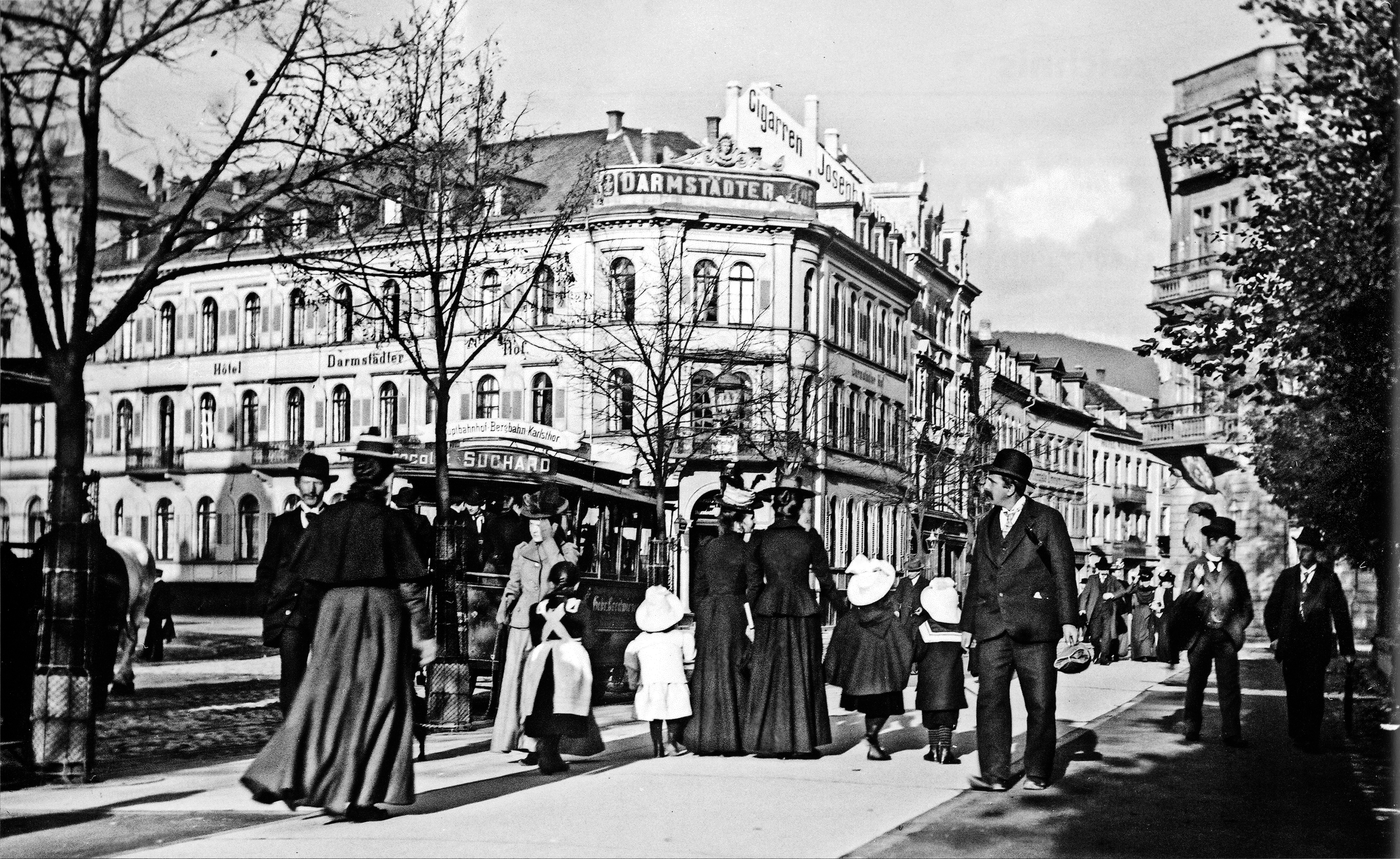
Площа Бісмарка (1895)
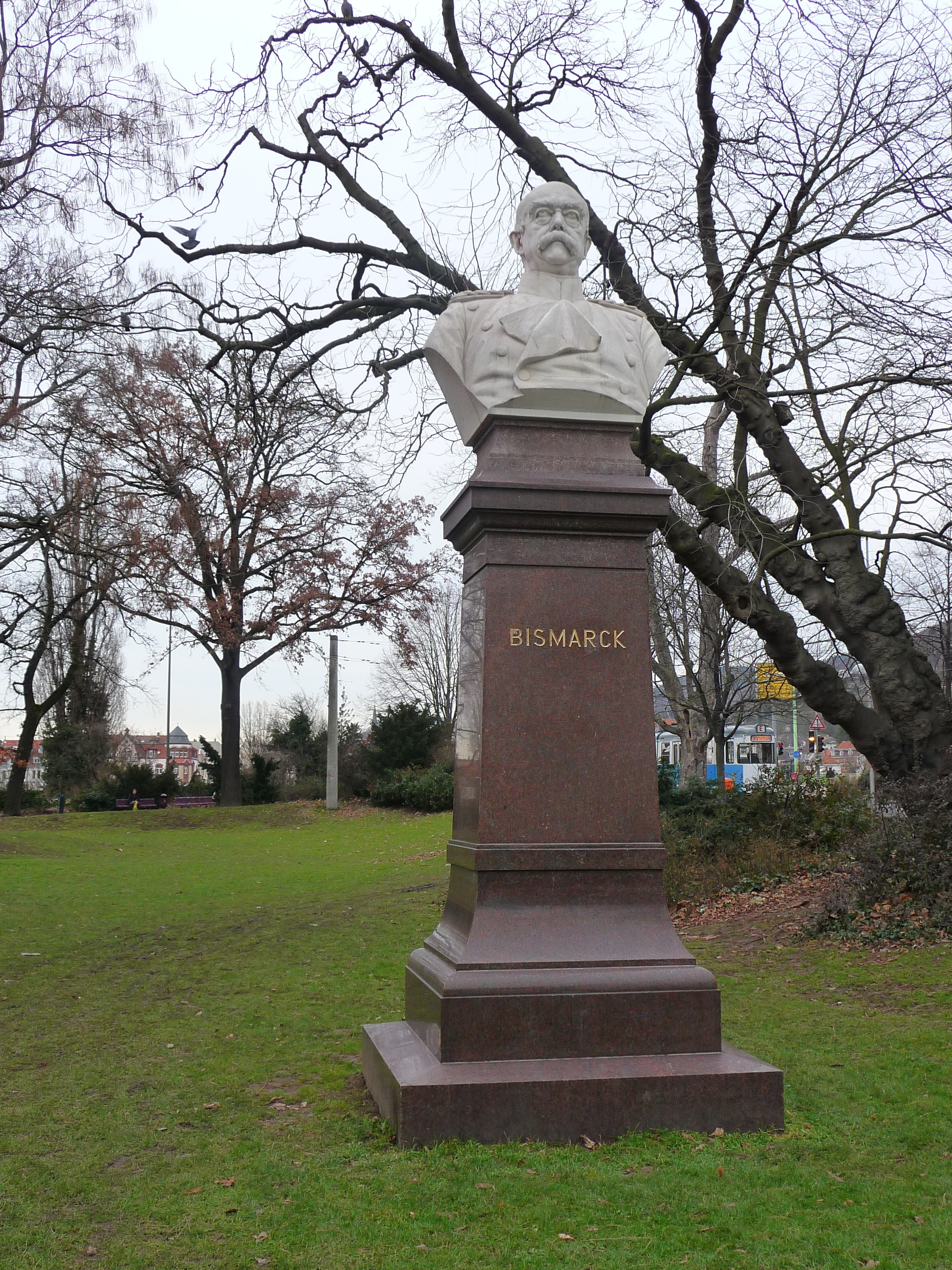
Бюст Бісмарка на площі роботи Адольфа фон Дондорфа[de]
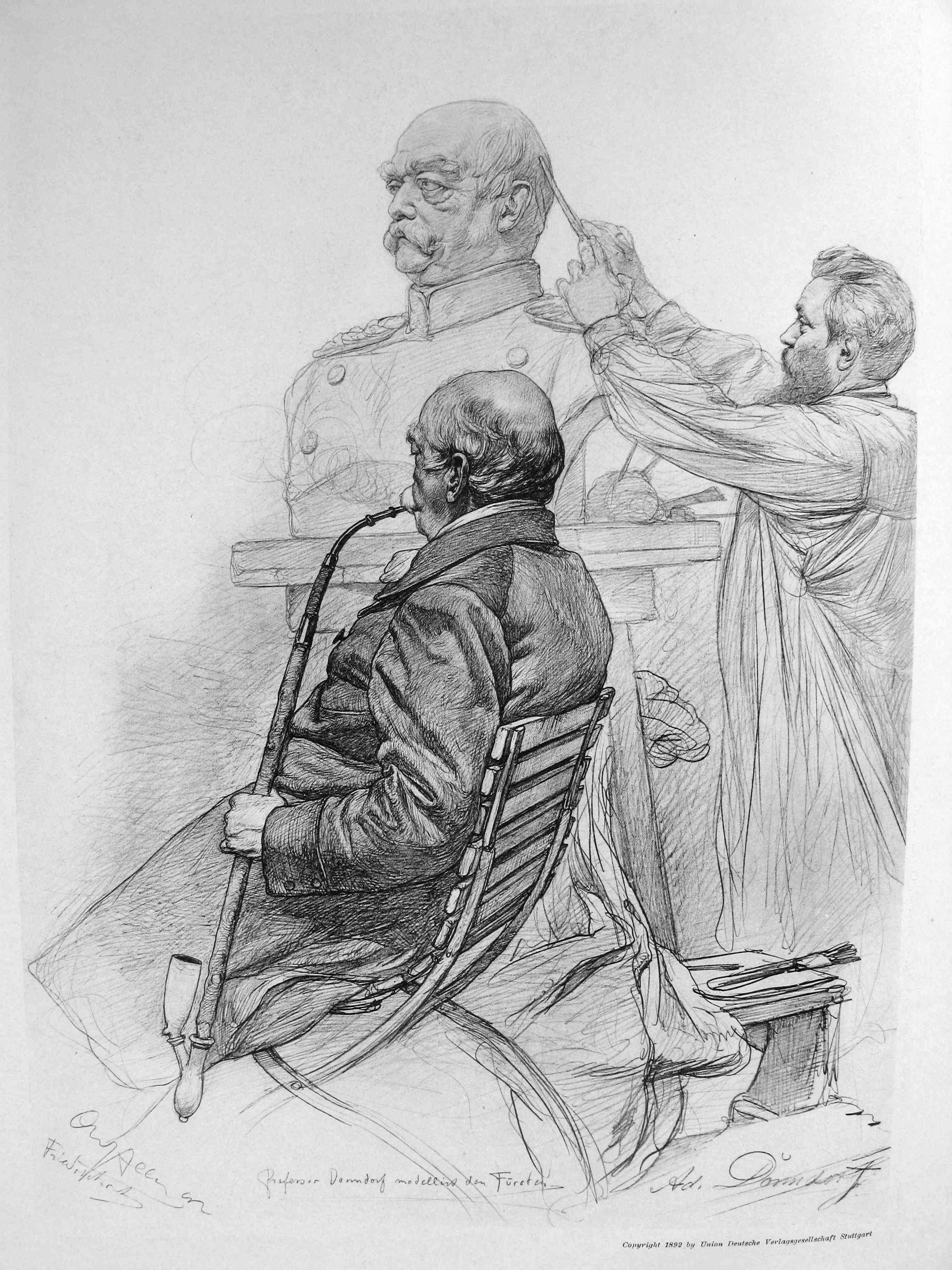
Адольф фон Дондорф створює скульптуру Бісмарка (1892)
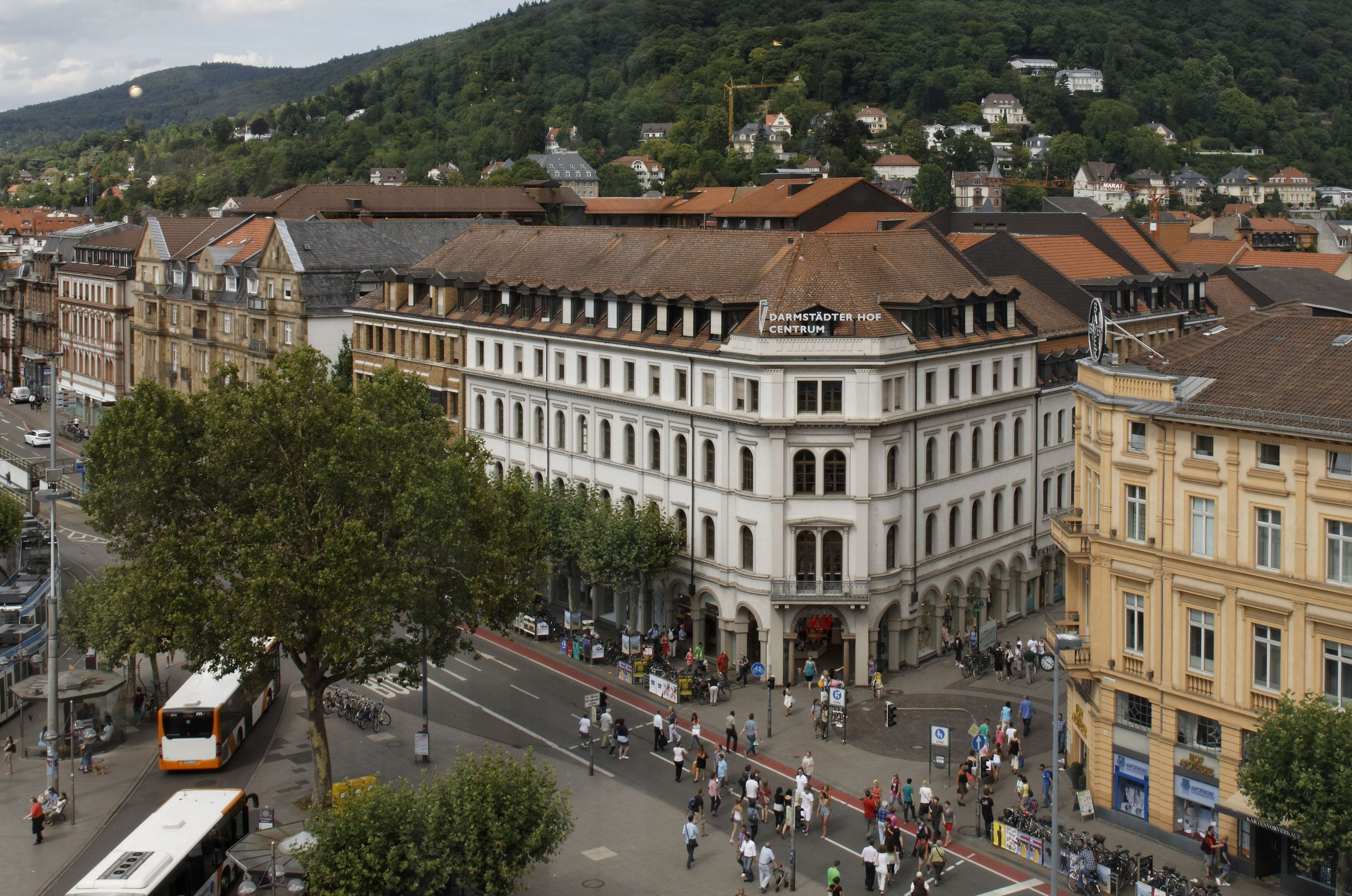
Центр Дармштетер-Гоф (колишній готельний комплекс)
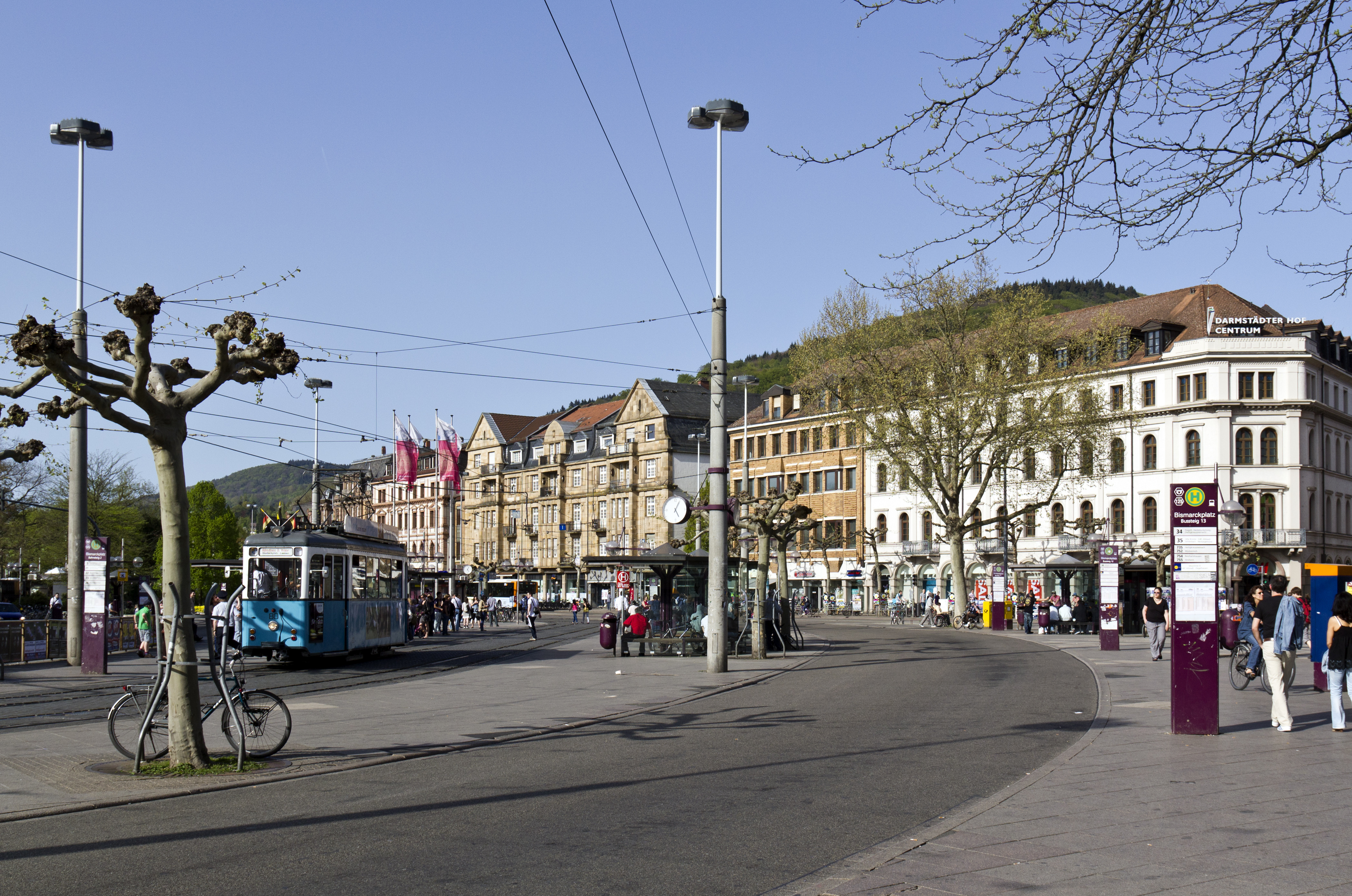
Вид на Бісмаркплац (2016)

У 1961 році на південній стороні площі відкрився універмаг Гортен (тепер Галерея Кауфгоф). Для його будівництва було знесено кілька старих будівель, зокрема колишні Ботанічний та Зоологічний інститути.
Наприкінці 1970-х років у рамках концепції модернізації міста тодішнього мера Райнгольда Цунделя було заборонено рух трамвая на прилеглій вулиці Гауптштрасе, і вулиця була перетворена на пішохідну зону. У рамках цих заходів площа Бісмаркплац набула свого нинішнього вигляду. У 1982 році було оновлено фасад універмагу Гортен, а в 1985 встановлений фонтан роботи подружжя скульпторів Мачинських-Деннінгоф (відомий як «колона спагеті»). Відкриття оновленої площі відбулося 6 липня 1986 року.

## Громадський транспорт
Площа Бісмарка є одним із центральних автобусних і трамвайних пунктів пересадки в Гайдельберзі. Тут проходять 4 трамвайних і понад 15 автобусних маршрутів. У безпосередній близькості від Бісмаркплац знаходиться стоянка таксі.